# Кониоцибовые
Кониоцибовые (лат. Coniocybaceae) — семейство аскомицетовых грибов в монотипном порядке Coniocybales, входящий в монотипный класс Coniocybomycetes.
Семейство было описано Генрихом Готлибом Людвигом Райхенбахом в 1837 году. Как порядок, так и класс были предложены Марией Прието и Матсом Ведином в 2013 году после того, как молекулярно-филогенетический анализ различных калициоидных лишайников показал, что Coniocybaceae представляют собой раннюю расходящуюся линию в иноперкулярных аскомицетах.

## Классификация
Согласно базе данных Catalogue of Life на декабрь 2022 года семейство включает следующие роды:
- Chaenotheca (Th. Fr.) Th. Fr., 1860 — Хенотека
- Coniocybe Ach., 1816 — Кониоцибе
- Sclerophora Chevall., 1826 — Склерофора